# Tonči Glavina
Tonči Glavina (Split, 30. prosinca 1980.), hrvatski ekonomist i političar, ministar turizma i sporta u šesnaestoj Vladi Republike Hrvatske.

## Životopis
Rođen je u Splitu, 1980. godine. Ima magisterij strateškog poslovnog upravljanja i izvršnog menadžmenta, američkog Wesley Collegea u Doveru gdje je ujedno stekao i fakultetsku diplomu (ekonomija, smjer poslovna ekonomija i marketing). Pohađao je srednju školu „MacArthur High” u mjestu Lawton u Oklahomi. Godine 2008. vraća se u Hrvatsku sa suprugom, Amerikankom Tracey Allison Glavina, pa u Klisu pokreće obiteljski turistički poslovni projekt. On se zapošljava u obiteljskoj tvrtki Eklata, osnovanoj daleke 1993. godine, na mjestu direktora strateškog upravljanja i direktora hostela, a 2014. godine postaje direktor Poduzetničkog inkubatora Klis, tvrtke u vlasništvu općine, te aktivno radi na razvoju turizma i posebno na obnovi znamenite tvrđave Klis.
Od 2012. do danas član je Odbora za turizam HDZ-a, a od 2014. do 2017. bio je i predsjednik Odbora za turizam splitskog HDZ-a. Od 2014. također je i predsjednik Zajednice poduzetnika i obrtnika splitskog HDZ-a.
Bio je dugogodišnji državni tajnik u Ministarstvu turizma i sporta. Glavina je u Ministarstvo došao još za vrijeme bivšeg ministra turizma Garija Capellija, a ministrici Nikolini Brnjac, bio je prvi suradnik.
Obnaša dužnost ministra turizma i sporta u šesnaestoj Vladi Republike Hrvatske od 17. svibnja 2024.